# الدوري المالطي الممتاز 2013–14
الدوري المالطي الممتاز 2013–14 (بالإنجليزية: 2013–14 Maltese Premier League)‏ هو الموسم 99 من  الدوري المالطي الممتاز. أقيم خلال الفترة 17 أغسطس 2013 وحتى 26 أبريل 2014، والذي يشرف على تنظيمه اتحاد مالطا لكرة القدم، وكان عدد الأندية المشاركة فيه  12، وفاز فيه نادي فاليتا.